# Melchior Jung

Ljuskrona med glaspärlekedjor, hängen och blåsta kulor. Sannolikt tillverkad vid det jungska glasbruket, 1670-1671.

Melchior Jung, född omkring 1615, död 30 november 1678 i Stockholm, var en svensk glasbruksägare.

## Biografi
Melchior Jung var son till handelsmannen och kungliga faktorn Påvel Jung, verksam i Stockholm och Nyköping. Han var sonson till Paul Young borgare och faktor i Nyköping dit han inkom från Skottland 1590 med ett lass kläde, död cirka 1612 i Nyköping, begravd i grav 16 i Nikolai kyrka.
Melchior Jung vann 1639 burskap som handlande med kläde i Stockholm. Kunskapen om glastillverkning fick han av sin far, som drev glasbruket i Sundby i Almby socken och byggde glashyttan på Glasbruksudden. 1640 beslutade han sig för att anlägga ett glasbruk, Jungs glashytta, i Stockholm, enligt uppgifter av hans son Gustaf Jung skall han ha uppmanats av Axel Oxenstierna att anlägga bruket. 1641 reste han till Paris där han lyckades hitta några italienska glasblåsare. Köpmannen Melchior Jung fick den 2 mars 1641 privilegium att inrätta ett glasbruk i Stockholm. Då fick han en rad förmåner såsom fri kronomark, importbegränsning av utländskt glas samt åtta års konkurrensfrihet från annan glashytta. Han förväntades däremot att samarbeta med Kopparhaga glasbruk i Södermanland, där man tillverkade mossgrönt glas av tysk modell.
Jung ville tillverka föremål av rent, ofärgat glas. När han 1641 for till Paris lyckades han där värva italienska glasblåsare. Dessa uppförde en glashytta vid Klara sjö på Kungsholmen nära nuvarande Fleminggatan. De italienska mästarna var förbjudna att förmedla sina yrkeskunskaper till svenskarna och de kom därför snart på kant med bruksägarna och avskedades. Av drottning Kristina blev Melchior Jung rådd att söka nya hantverkare i Bryssel. Jung lyckades också hitta nya hantverkare. Dessa lärde den första generationen svenska glasblåsare att blåsa glas och sätta en klar glasmassa. För detta fick de nya italienska glasmakarna också extra betalt. 
Sommaren 1642 uppfördes Jungs glashytta på Munkelägret.
Den tid som Melchior Jung var glasbruksägare var omvälvande och han förföljdes av otur. Hyttan brann ner i mars 1652. En ny anläggning uppfördes på Södermalm år 1652. Arkeologövervakade utgrävningarna vid Slussen har gett fynd, som bevisar hyttans existens. Än idag påminner många namn på Södermalm om att Melchior Jungs andra hytta låg där. På Södermalm finns namn som Glasbruksgatan, Glasbruksklippan och Glasgränd. I Jungs andra hytta tillverkade man främst fönsterglas och flaskor samt "allehanda sköna dricksglas av holländsk och fransk form och fason". Men det uppges i en senare rapport från 1675 att man "efter venediske fatzionen gjorde fijne credentz glaass" vid Jungs glasbruk, man tillverkade lockpokaler av venetiansk modell.
I en ny typ av takbelysning, såsom hängande ljuskronor, kom tekniken att blåsa klarglas också till användning. Ljuskronorna var tätt behängda med glaspärlor och glashängen. Glaspärlor och glashängen gjordes till en början av skuren bergkristall. På 1600-talet introducerades sådana ljuskronor vid Ludvig XIV:s hov i Frankrike och runt om i Europa blev dessa snart ett mode vid kungliga hov. Men bergkristall var mycket dyrbart och svårarbetat. Man började därför på 1670-talet att gjuta glasprismor, som underlättade arbetet med ljuskronorna. I samma krona kunde man ibland blanda prismor av färgat glas och bergkristall.
Från 1670-talet blev sonen Gustaf Jung som sedan 1660-talet befunnit sig på gesällvandringar i Europa faderns främste medarbetare. Efter Melchior Jungs död 1678 tog sonen Gustaf över driften i hyttan, Jungs glashytta, tillsammans med sin styvmor, men Gustaf Jung lämnade snart Stockholm för att 1681 lägga grunden till Finlands första glasbruk i Nystad. Bruket brann ner 1685. Han återkom till Stockholm och startade glasbruk i kvarteret Grönland på Djurgården den 1 januari 1689.
Han är begravd i Katarina kyrka i Stockholm.

## Fotnoter
1. ↑  Svenskt biografiskt lexikon, Svenskt Biografiskt Lexikon-ID: 12245, läst: 9 oktober 2017.[källa från Wikidata]
2. ↑  “Af den äldre Jung anlades jemwäl det första kimröksbruk i riket på Djurgården, äfwensom det första glasbruk derstädes; hwilket han lät komma i full gång och drift. Förmodligen blef det sedan flyttadt till Kungsholmen, wid gamla bron, till den donerade platsen.” (Ur Stockholms Stads Historia från stadens anläggning till närwarande tid, utgiven av Nils Lundequist på Zacharias Hæggströms förlag)
3. ↑  “Melchior Jung, som dertill erhöll privilegier, 1641, och, till anläggningen, en donation, den 17 Febr. 1644, af en plats wid gamla Kungsholmsbrogatan.” (Ur Stockholms Stads Historia från stadens anläggning till närwarande tid)